# André Vera
André Vera, né à Paris le 8 février 1881 et mort à Saint-Germain-en-Laye le 16 juillet 1971, est un théoricien, architecte paysagiste, urbaniste et pionnier du style Art déco en France. Il est connu pour ses ouvrages sur les jardins, illustrés par son frère, le peintre et décorateur Paul Vera.

## L'homme au jardin
André Vera voulait renouveler le design , qu'il sentait en déclin depuis les années 1840, et l'amener à la modernité tout en maintenant la continuité avec la tradition. En particulier celle du jardin français formel, illustrée par les jardins de la grande terrasse du Château de Saint-Germain-en-Laye conçus par l'architecte paysagiste André Le Nôtre (1613-1700). (Vera décrira ce jardin comme le balcon de l'Île-de-France). Il souhaitait des lignes et dessins strictement géométriques pour apporter clarté, ordre et unité esthétique ; en effet, il estime que l'imitation de la nature dans les jardins paysagers est artificielle; à l'imitation de la nature, il préfère la maîtrise de la nature.
Il pense que la conception des jardins doit être basée sur les lois des mathématiques et de la géométrie, en utilisant le nombre d'or et des formes simples comme les carrés et les triangles.
Les jardins de Vera avaient une disposition symétrique et géométrique avec des axes orthogonaux, ils combinaient des éléments classiques et modernes; les lignes et les formes pures de la composition étaient soulignées par des arbres, des parterres de fleurs et des haies. La végétation était soigneusement sélectionnée pour ses couleurs et de nouveaux matériaux tels que le béton armé étaient utilisés.
En 1937, Vera appelait à la création et à la protection des parcs nationaux et des forêts, ce qu'il considérait comme aussi important que l'urbanisme. En tant qu'urbaniste, il a souligné l'importance d'inclure des arbres, des statues, des fontaines, des pelouses et des jardins plantés d'espèces natives, dans la ville, ce qui, selon lui, améliorerait la vie et la santé tant mentale que physique des résidents et tendrait à diminuer la criminalité,.
L'homme au jardin paru en 1950 décrit les jardins passés et présents et affirme que l'amour des jardins est un signe de culture.

## Travaux et publications

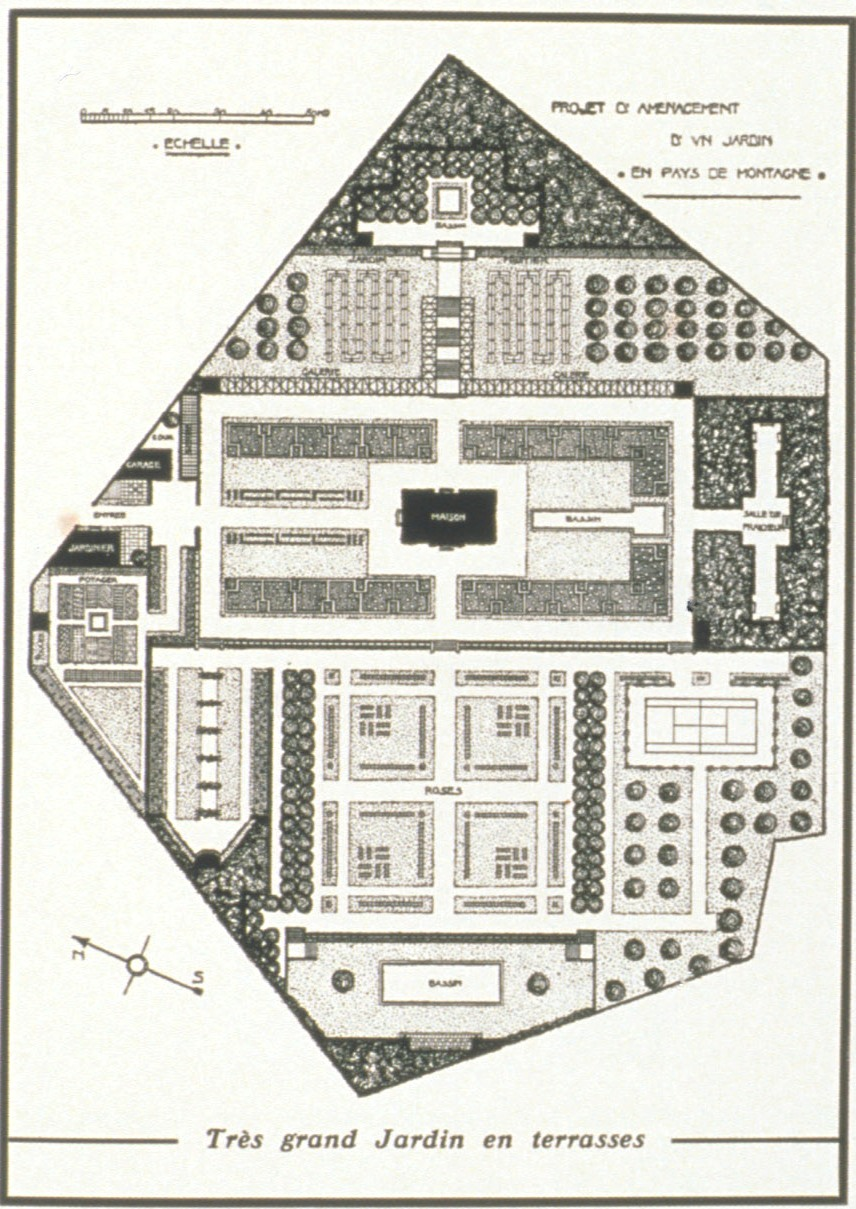
Illustration provenant de l'ouvrage des deux frères Vera, Le nouveau jardin, 1912

- Paul et André Vera, Le nouveau jardin, 1912
- Paul et André Vera, Les jardins, 1919
- Modernités ou exaltations sur la vie contemporaine, 1925
- Le petit jardin, 1932
- L'urbanisme ou la vie heureuse, 1936
- Pour le renouveau de l'art français : Le style nouveau, 1944
- Opportunité de l'urbanisme, 1945
- L'homme et le jardin, 1950
- Professeurs de l'université, faites-nous des architectes !, 1950
- Qu'est-ce que l'urbanisme ?, 1951
- Hommage à Le Nôtre, 1952